# HMS Venerable (1784)
Pour les autres navires du même nom, voir HMS Venerable.
Le HMS Venerable est un vaisseau de 74 canons en service dans la Royal Navy pendant les guerres de la Révolution française.

## Conception et construction
Le HMS Venerable est le troisième des huit navires de la classe Culloden. Commandé le 9 août 1781 et construit par au Blackwall Yard à partir d'avril 1782, il est lancé le 19 avril 1784. Long de 170 pieds (soit environ 52 m), large de 47 pieds et 2 pouces (soit environ 14,3 m) et d'un tirant d'eau de 19 pieds et 11 pouces (soit environ 6,07 m), il déplace 1 669 tons.
Le pont-batterie principal est armé avec 28 canons de 32 livres et le pont-batterie supérieur avec 28 canons de 18 livres. Le navire embarque de plus 14 canons de 9 livres sur ses bastingages et 4 canons de 9 livres sur son gaillard d'avant. L'ensemble totalise 74 canons et une bordée de 1 562 livres.

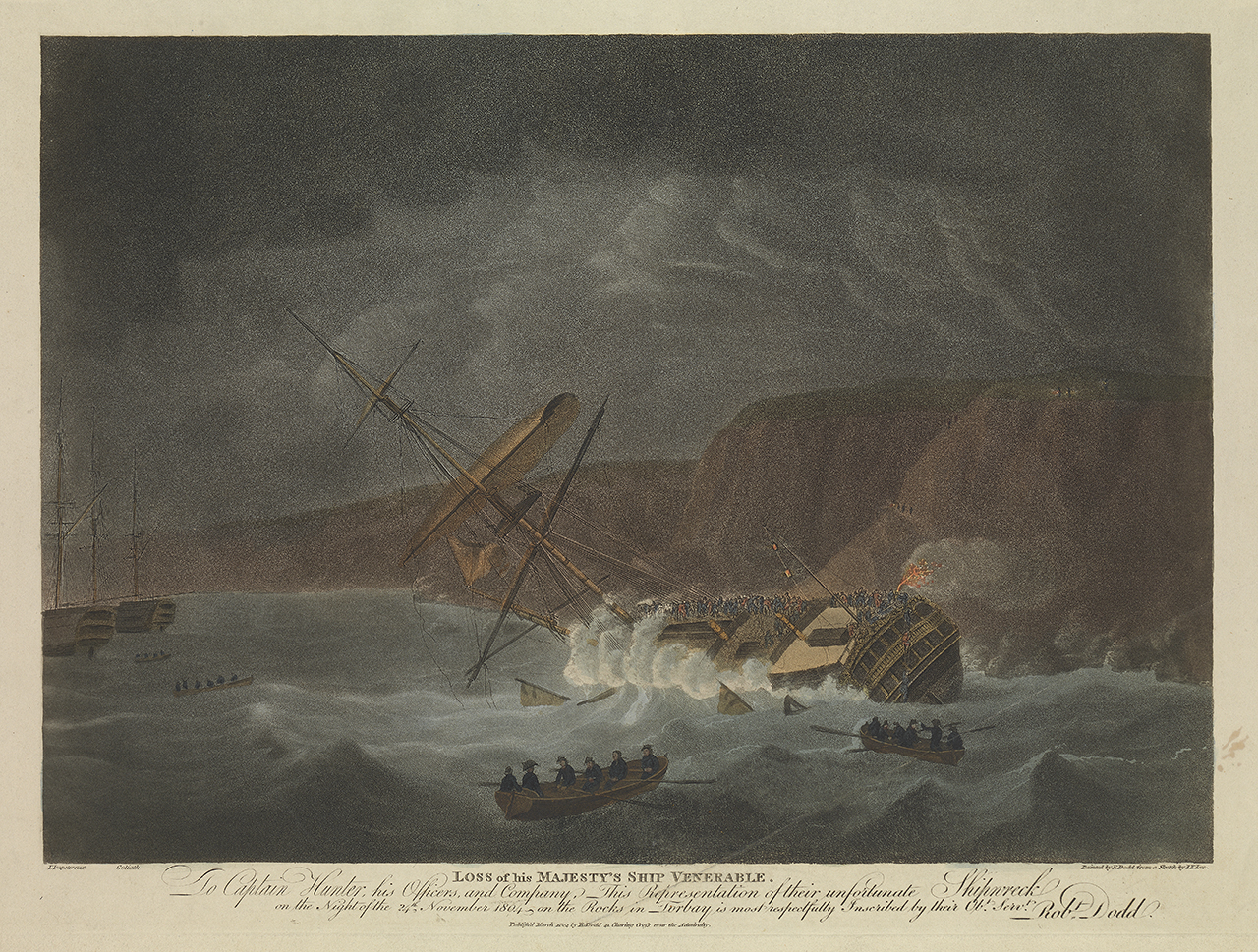
La perte du H.M.S. Venerable - Le naufrage dans la nuit du 24 novembre 1804 sur les rochers de Torbay, par Robert Dodd

## Service actif
Le HMS Venerable est présent à la bataille de Camperdown, le 11 octobre 1797, où il porte la marque de l'amiral Duncan et conduit la colonne britannique de gauche.
Le vaisseau fait naufrage le 24 novembre 1804, près de Torbay.